# VX
VX este un gaz iritant folosit în război cu mare efect asupra corpului uman. VX, cunoscut și sub numele de Nerve Agent, are o toxicitate extrem de ridicată. Starea sa de agregare este lichidă, substanța fiind volatilă și cu un miros înțepător. Această substanță a făcut multe victime în timpul războiului, iar efectele intoxicației sunt grave.

## Proprietăți chimice
VX este cunoscut în chimie ca metilfosfonotioat sau [2-(diizopropilamino)etil]-O-etil.
Ranajit Gonosh a descoperit acest gaz în timp ce căuta o substanță organică pe bază de fosfor și din neatenție a greșit ceva calcule și amestecuri obținând accidental VX-ul.

## Obținere
VX se obține prin metoda "transferului", adică se dizolvă triclorat de fosfor în metilină și se obtine metil-fosfor-diclorat; substanța obținută se fierbe în etanol, după care se transferă într-un vas cu diisopropylaminoethanol și se amestecă cu fosfină. După acest proces se obține VX, iar dacă procesul a fost efectuat cu mare grijă și cu cele mai bune substanțe, atunci se obține un VX pur.

## Măsuri de precauție
Dacă o persoană s-a intoxicat cu VX, are la dispoziție doar două minute ca să fie injectată cu paralidoxină ca antidot.